# Illa Beata
L'Illa Beata és una illa al mar Carib, situada 7 km al sud-oest de Cap Beata, el punt més meridional de l'illa L'Espanyola. Pertany a la República Dominicana. L'illa té forma de triangle i és plana. L'illa abasta 27 km² de superfície i està deshabitada. Hi ha un cargol gegant anomenat lambi (Strombus gigues) i també tortugues marines, crancs i llagostes. Aquestes espècies estan desapareixent a causa de la caça. Ara, aquí viu una petita colònia de cabres salvatges. L'any 2001 va ser descoberta en aquesta illa una espècie que és endèmica de la reserva natural Parc Nacional Jaragua, considerat com un dels dos rèptils més petits del món (16 mm).

## Història
L'illa Beata, igual que l'Illa Alto Velo i l'Illa dels Frares, va ser descoberta per l'almirall Cristòfor Colom durant el seu segon viatge, a finals d'agost de 1494. Tan estratègica és la localització d'aquestes illes que Colom les va visitar en tres dels seus quatre viatges. En el seu primer viatge, pel que fa a La Hispaniola, Colom es va limitar a vorejar la costa nord.
En el seu segon viatge, venint des Jamaica, va albirar les illes: Beata i Alt Vel. En el seu tercer viatge, el 1498, Colom va salpar des de l'illa Margarita, a la costa veneçolana, cap a la Hispaniola, on va arribar el 19 d'agost però els corrents el van empènyer fins a l'illa Beata. Bartolomé de les Cases narra que l'Almirall va arribar a una "illeta petita que va anomenar Madama Beata i que al seu costat hi havia una illa més petita que té una serruela altilla, que des de lluny sembla una vela i la va nomenar Alta Vela.
En el seu quart i últim viatge, el 3 d'agost de 1504, Colom toca una altra vegada la Beata, venint des de Jamaica. La seva durada probable a l'illa Beata va ser d'entre 35 i 40 dies esperant els vents favorables per poder passar pel Cap Mongó. Per això la seva carta diu: "Des de la Beata, on forçosament m'atura la brisa, avui dissabte 3 d'agost".
Posteriorment, establerta una ruta marítima cap a Jamaica i cap al continent, l'illa Beata va servir com a punt de reunió i enclavament estratègic per a les naus, per tractar-se de la posició més meridional de la colònia. Aquesta mateixa circumstància va atreure els bucaners, corsaris i pirates que durant els segles xvi i xvii van assolar les costes i les rutes marítimes de l'imperi espanyol. Hi ha cròniques de com els pirates " L'Olonés" i Morgan havien recalat a l'illa Beata i costes adjacents.